# Multishow ao Vivo: Capital Inicial
Multishow ao Vivo: Capital Inicial é o terceiro álbum ao vivo e o terceiro em vídeo da banda brasileira Capital Inicial, lançado em julho de 2008 em CD e DVD. Foi gravado no dia 21 de abril de 2008 na Esplanada dos Ministérios, em Brasília , m comemoração dos 48 anos da cidade, com mais de um milhão de pessoas. É também o primeiro álbum da banda com a participação de seus músicos convidados, Fabiano Carelli (guitarra, violão e vocal de apoio) e Robledo Silva (teclados, violão e vocal de apoio). 
O álbum conta com duas músicas inéditas: "Passos Falsos" e "Dançando com a Lua", além de uma regravação da música "Mulher de Fases", dos Raimundos. 

## Faixas

### CD
1. Mais
2. O Mundo
3. Independência
4. Como Devia Estar
5. Passos Falsos
6. Eu Nunca Disse Adeus
7. Não Olhe pra Trás
8. Olhos Vermelhos
9. Primeiros Erros (Chove)
10. Algum Dia
11. Dançando Com a Lua
12. Natasha
13. Que País É Este
14. Mulher de Fases (Raimundos cover)
15. Quatro Vezes Você
16. À Sua Maneira (De Música Ligera)
17. Fogo

### DVD
1. Mais
2. O Mundo
3. Independência
4. Como Devia Estar
5. Geração Coca-Cola
6. Passos Falsos
7. Eu Nunca Disse Adeus
8. Não Olhe pra Trás
9. Olhos Vermelhos
10. Primeiros Erros (Chove)
11. Algum Dia
12. Por Enquanto
13. A Vida é Minha (Eu Faço o Que Eu Quiser)
14. Fátima
15. Dançando Com a Lua
16. Natasha
17. Que País É Este
18. Mulher de Fases (Raimundos cover)
19. Quatro Vezes Você
20. À Sua Maneira (De Musica Ligera)
21. Fogo
22. Veraneio Vascaína
23. Música Urbana

## Formação
- Dinho Ouro Preto: vocal, violão
- Fê Lemos: bateria
- Flávio Lemos: baixo
- Yves Passarell: guitarra, vocal de apoio

### Músicos convidados
- Fabiano Carelli: guitarra, violão, vocal de apoio
- Robledo Silva: teclados, órgão Hammond, piano Rhodes, violão, vocal de apoio

## Curiosidades
- O grupo mexicano RBD também gravou um DVD no dia 21 de abril de 2008, no 48º aniversário de Brasília, intitulado Live in Brasília. Porém, foi gravado de dia, e o do Capital Inicial foi gravado de noite.